# La Sequera de Haza
La Sequera de Haza es una localidad y un municipio situados en la provincia de Burgos, Castilla la Vieja, en la comunidad autónoma de Castilla y León (España), comarca de la Ribera del Duero, partido judicial de Aranda de Duero, cabecera del ayuntamiento de su nombre.

## Geografía
Es un pueblo situado en el sur de la provincia de Burgos en la vertiente atlántica, a 850 m s. n. m., en el encajonado valle del río Viejo (arroyo Hontanguillas), afluente por la izquierda del río Riaza, por donde transcurre la carretera autonómica BU-203 que comunica Fuentecén con Moradillo hasta alcanzara Pardilla en la N-1, dirección este. Al pie del Páramo de Corcos (Ajares-954 m s. n. m.).
Su término municipal tiene un área de 6,84 km² con una población de 42 habitantes (INE 2008) y una densidad de 6,14 hab/km².
Se puede dividir el pueblo en dos zonas, entre las cuales, la iglesia de la Asunción de Nuestra Señora haría de nexo de unión.
La parte alta comienza en la trasera de la iglesia y acaba en el cementerio, que a su vez, linda con las eras. 
Actualmente, la mayoría de la población de la zona alta se concentra en la parte más cercana a la iglesia, es decir, la cuesta.
El término municipal confina al N con el municipio de Adrada de Haza y Hontangas, al E con Moradillo de Roa y al S y O con Haza (exclave de Páramo de Corcos).

## Historia
Lugar, denominado entonces La Sequera, perteneciente a la antigua Comunidad de Villa y Tierra de Aza, tenía jurisdicción de señorío cuyo alcalde pedáneo era nombrado por el conde de Miranda.
A la caída del Antiguo Régimen queda constituida como ayuntamiento constitucional del mismo nombre en el partido de Roa, región de Castilla la Vieja, que en el censo de la matrícula catastral contaba con 42 hogares y 130 vecinos.

### SigloXIX
Así se describe a La Sequera de Haza en la página 189 del tomo XIV del Diccionario geográfico-estadístico-histórico de España y sus posesiones de Ultramar, obra impulsada por Pascual Madoz a mediados del siglo XIX:

SEQUERA DE AZA (LA)

Lugar con ayuntamiento en la provincia, audiencia territorial y capitanía general de Burgos (17 leguas), partido judicial de Roa (3 1/2), diócesis de Osma.
Situado en una hondonada que se forma en un valle todo rodeado de elevaciones que hacen su clima frío y húmedo, aunque reinan con frecuencia los vientos del N y O; las enfermedades comunes son hidropesías y fiebres intermitentes.
Tiene 80 casas, escuela de instrucción primaria y una iglesia parroquial (La Asunción de Nuestra Señora) servida por un cura párroco.
El término confina N Adrada; E Moradillo de Roa; S el mismo, y O Fuentidueñas; en él se encuentra la fuente común de que se abastece el vecindario de buenas aguas, y la nombrada del Gato, que fertiliza la pequeña vega; a 1/4 de legua distante de la población nace un gran raudal de aguas llamadas las fuentes de Ontanguillas, que impulsan las ruedas de 2 molinos harineros.
El terreno es de mediana calidad; le cruza un arroyo, que tiene su origen en Aldeanueva, y cuyo caudal se aumenta con las aguas citadas.
Los caminos son locales y se hallan en regular estado.
El correo se recibe de Aranda de Duero.
Producciones: cereales, legumbres y vino; cría ganado lanar, caballar y vacuno; y caza de conejos, liebres y perdices.
Población: 42 vecinos, 130 almas.

Contribución: 4.238.

## Demografía
La Sequera de Haza cuenta con una población de 27 habitantes (INE 2024).
| Gráfica de evolución demográfica de La Sequera de Haza entre 1842 y 2021                                            |
| |
| Población de derecho según los censos de población del INE Población de hecho según los censos de población del INE |

## Cultura
La vida social, aun siendo escasa, se desarrolla en la parte baja, y, más concretamente, en la plaza mayor, en la que existe un longevo moral, símbolo del pueblo burgalés. 
Durante el invierno, la vida social de la que hablábamos, se reduce a las misas, y la apertura esporádica del bar de la plaza, regentado por el alcalde y varios jóvenes del pueblo, en el que los habitantes (en su mayoría jubilados y ancianos), hablan, toman algo y echan la habitual partida al tute o la brisca.
En el verano, y más generalmente en agosto, coincidiendo con la llegada del sofocante calor, el pueblo se llena de oriundos del lugar y sus descendientes, que por una vez al año, dan vida al pueblo.
También en agosto, tiene lugar la fiesta del pueblo, consagrada a Nuestra Señora de la Asunción, que, por motivos económicos, se altera en el calendario, para no coincidir con las respectivas fiestas de los pueblos limítrofes.

## Monumentos y lugares de interés

### Parroquia

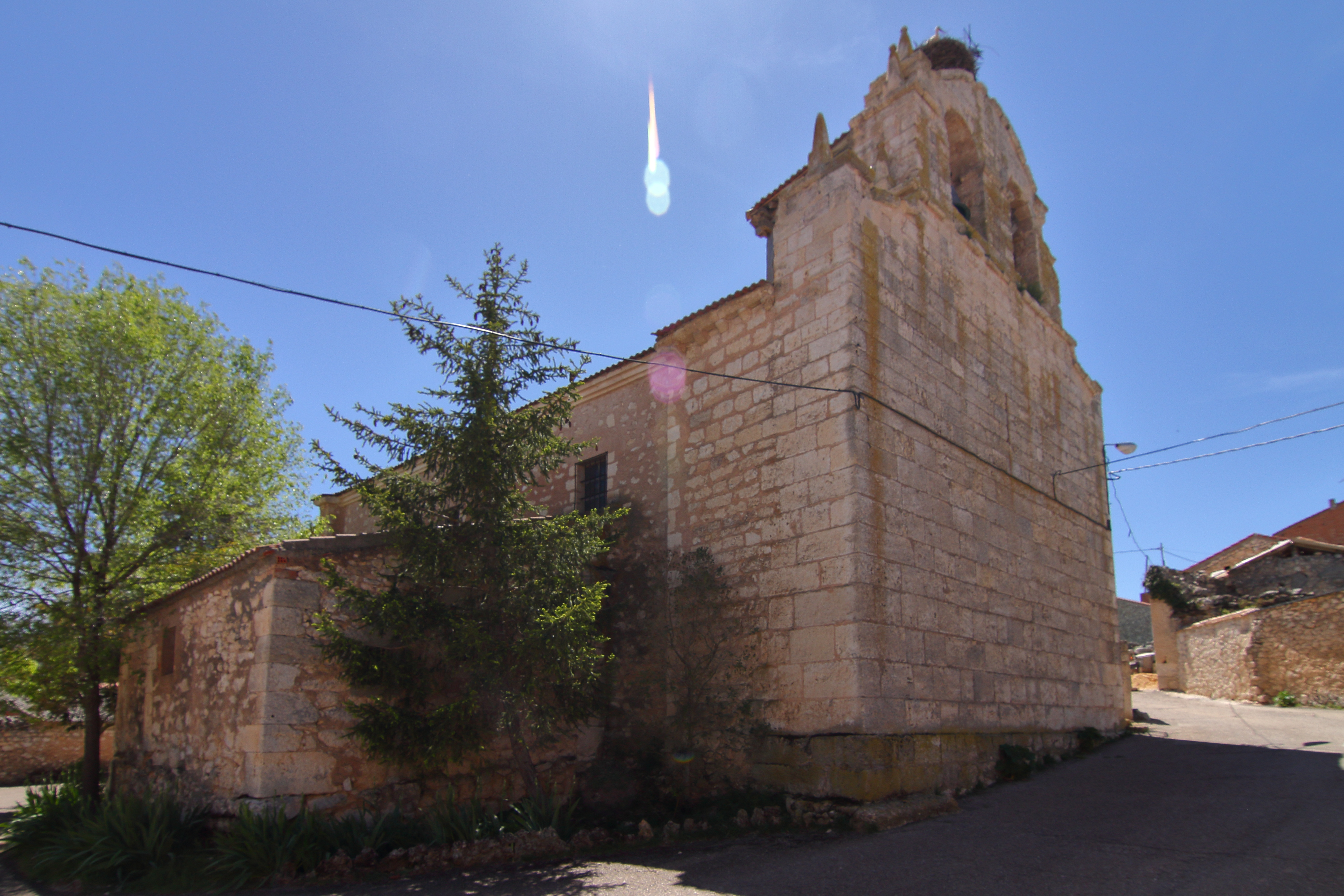
La Sequera de Haza, iglesia de la Asunción de Nuestra Señora

Iglesia católica de la Asunción de Nuestra Señora, dependiente de la parroquia de Hontangas en el Arcipestrazgo de Roa, diócesis de Burgos.

### Ermita y necrópolis de San Nicolás
Al sur de la localidad, sobre un cerro en el páramos de Corcos, se encuentran las ruinas de la ermita de San Nicolás, hoy en proceso de restauración.